# 君にご奉仕
「君にご奉仕」（きみにごほうし）は、近衛スバル、涼月奏、宇佐美マサムネの楽曲。シングル。2011年8月10日にスターチャイルドから発売された。

## 音楽性・リリース
テレビアニメ『まよチキ!』でヒロインを演じる井口裕香、喜多村英梨、伊瀬茉莉也のキャラクターソングシングルとして、2011年8月10日にスターチャイルドから発売された。
表題曲「君にご奉仕」は、テレビアニメ『まよチキ!』のエンディングテーマに起用された。井口によれば女スバルの視点で「すごくゆったりとした、ミディアムテンポ」で歌っており、歌詞も「君にご奉仕」が使用されるなど乙女心を彷彿とさせる内容となっている。また、伊瀬は「スバルの声を聴きながら、一緒に寄り添うような感じで歌った。」と語っている。
CDジャーナルは、「アニソンの王道ともいえる萌え系の歌声」と評した 。
ディスクジャケットには、キャラクターデザイナー川村幸祐による近衛スバル、涼月奏、宇佐美マサムネのイラストが描かれている。

## 収録曲
（全作詞：うらん）
1. 君にご奉仕 [3:53]
作曲：山口朗彦、編曲：菊谷知樹
2. Wonderful Days [3:47]
作曲・編曲：西岡和哉
3. 君にご奉仕（Off Vocal Ver.）
4. Wonderful Days（Off Vocal Ver.）